# Otto-Nuschke-Haus
La Otto-Nuschke-Haus est un immeuble de bureaux situé sur le Gendarmenmarkt à Berlin au Charlottenstraße 53/54 portant le nom de Otto Nuschke, ancien vice-président de la République démocratique allemande.
Construit entre 1981 et 1985 par les architectes Manfred Prasser et Günter Boy, le bâtiment a accueilli la direction de l'Union chrétienne-démocrate d'Allemagne jusqu'à la réunification en 1990. La Otto-Nuschke-Haus est rachetée au gouvernement fédéral en 1993 par l'Église protestante en Allemagne et sert aujourd'hui de bureaux à la représentation ecclésiastique au Bundestag, gouvernement fédéral et à l'Union européenne.
L'immeuble est classé en 2021 aux monuments historiques du Land de Berlin avec le Gendarmenmarkt dans le but de préserver le patrimoine architectural de l'ancienne RDA.